# Maria Olsdotter
Maria Olsdotter, född 1763, död 1856, var en svensk gruvägare. Hon ägde Stråssa gruva och fungerade även som dess gruvfogde. Hon blev en figur i den lokala legendfloran i Bergslagen och känd som "gruvmora i Stråssa" och Gruv-Mor. Hon har kallats Sveriges enda kvinnliga gruvfogde. 

## Biografi
Maria Olsdotter var den näst yngsta av fem döttrar till bergsmannen ”Mosis-Olle” Olof Ohlsson och Anna Israelsdotter, och en av ”Mosis Olles drängar”, som parets döttrar kallades. Hennes systrar hette Anna, Kristina, och Katarina. Liksom sina systrar var hon från barndomen verksam som gruvpiga i faderns gruva. Hon gifte sig 1783 med bergsmanssonen Erik Larsson (d. 1817), med vilken hon fick fem barn, men endast ett som överlevde spädbarnsåren, Anna-Stina Ersdotter (d. 1876). Hennes makes styvfar Lars Didriksson var bergsman och gruvfogde i Stråssa gruva, och efter giftermålet flyttade paret in i Stråssa gruvgård.
Maria Olsdotter följde med sin make på jakt, något som på den tiden var något mycket anmärkningsvärt och som väckte uppseende; efter sin makes död fortsatte hon jaga med andra manliga jaktkamrater. Hon var en skicklig jägare, deltog i skallgångskedjor och sköt både varg och björn, och flera historier berättas om hennes bedrifter. Bland allmogen ryktades det att hon kunde locka till sig framgång, liksom förgöra andra med trolldom. Hon ska omvittnat ha använt verser ur bibeln som besvärjelser under dåligt väder.
Hon beskrevs som: 
”kort till växten, hade ett välbildat kraftigt skuret ansikte med en djärv örnnäsa, små blågrå ögon, slutna läppar och en fast haka. När man såg henne, fick man förnimmelsen att hon var en mycket bestämd personlighet. Fick man inte det klart för sig när man såg henne, fick man det helt klart för sig när man talade med henne. Hon var en eldsjäl, kvick i tanken och gick mot målet som ett pistolskott.”
Efter sin makes död 1817 tog hon över Stråssa gruva. Hon fungerade själv som gruvfogde, och har kallats Sveriges första kvinna i den positionen. Så småningom blev hon av hälsoskäl tvungen att ligga till sängs, och hon tillbringade sina sista år sängliggande.
Maria Olsdotter var moster till Lasse-Maja, som beskrev henne i sina memoarer: 
"Hon var en riktig hjältinna för sitt kön, klädde sig i jägarekläder, var en fullkomlig ryttare, jagade gärna och var ute på andra strövtåg samt var således mera karl än fruntimmer".
I sin nådeansökan från 1827 anklagade Lasse-Maja henne och hennes dotter Anna-Stina Ersdotter för att ha varit de ursprungliga anstiftarna av hans kriminella bana, men dessa beskyllningar utreddes aldrig. Det var Anna-Stina som gjorde Lasse-Maja sällskap på en båt som sjönk vid Hamnskär utanför Enhörnalandet i Mälaren, ett skär som idag kallas 'Lasse-Majas skär' efter hennes berömda kusin.

## Eftermäle
Maria Olsdotter kom att tillhöra folkloren i sin hemtrakt. Hon har förekommit i flera artiklar och böcker, bland dem Victor Emanuel Ömans Från min ungdomstid (Stockholm 1889), och även en roman. Hon är porträtterad i Edvard Matz sockenkrönika. Hon spelades av Barbro Larsson i Den byxlöse äventyraren.